# Nationale Gedenkstätte der Republik Belarus

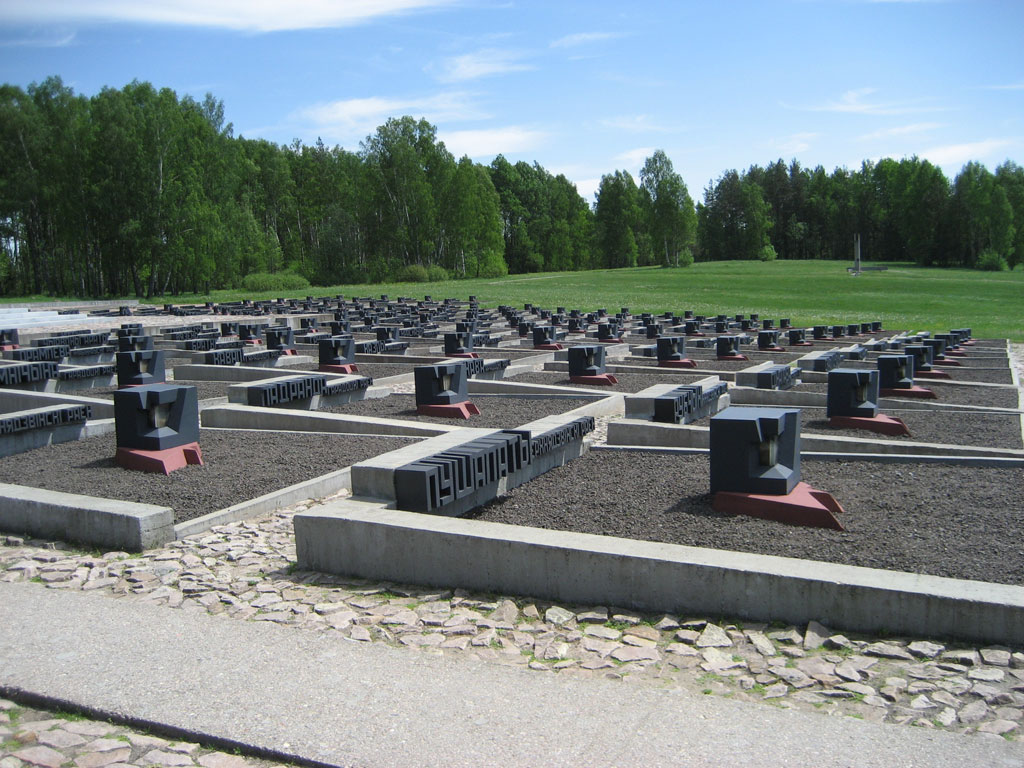
Friedhof der verbrannten Dörfer

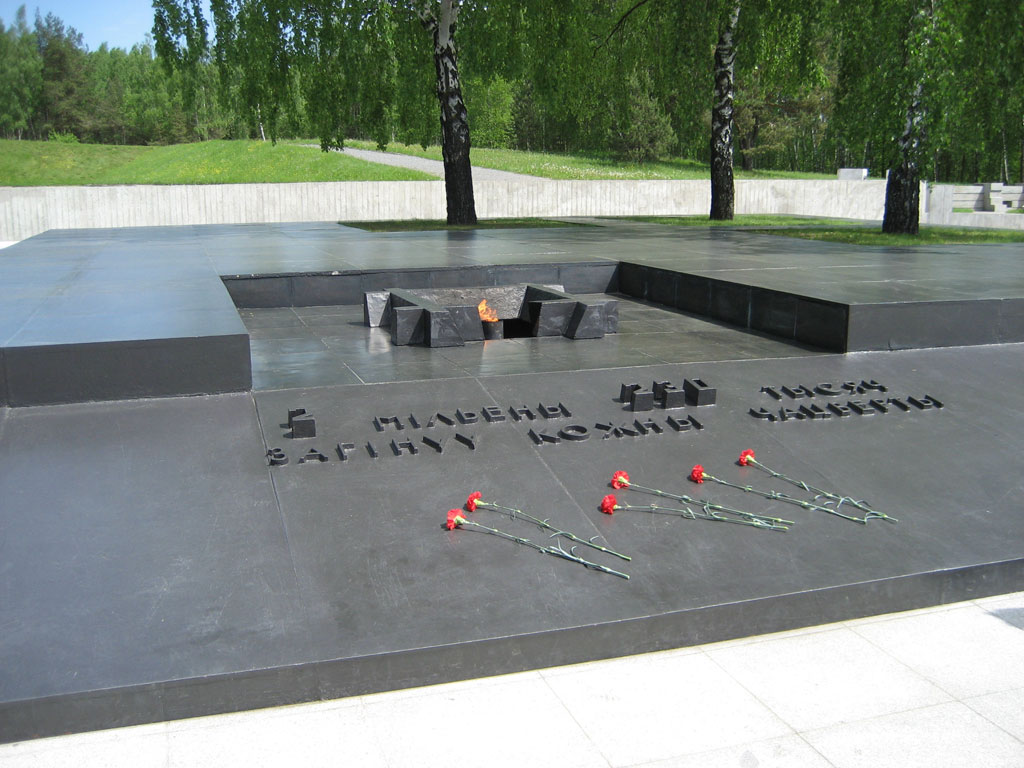
Die ewige Flamme

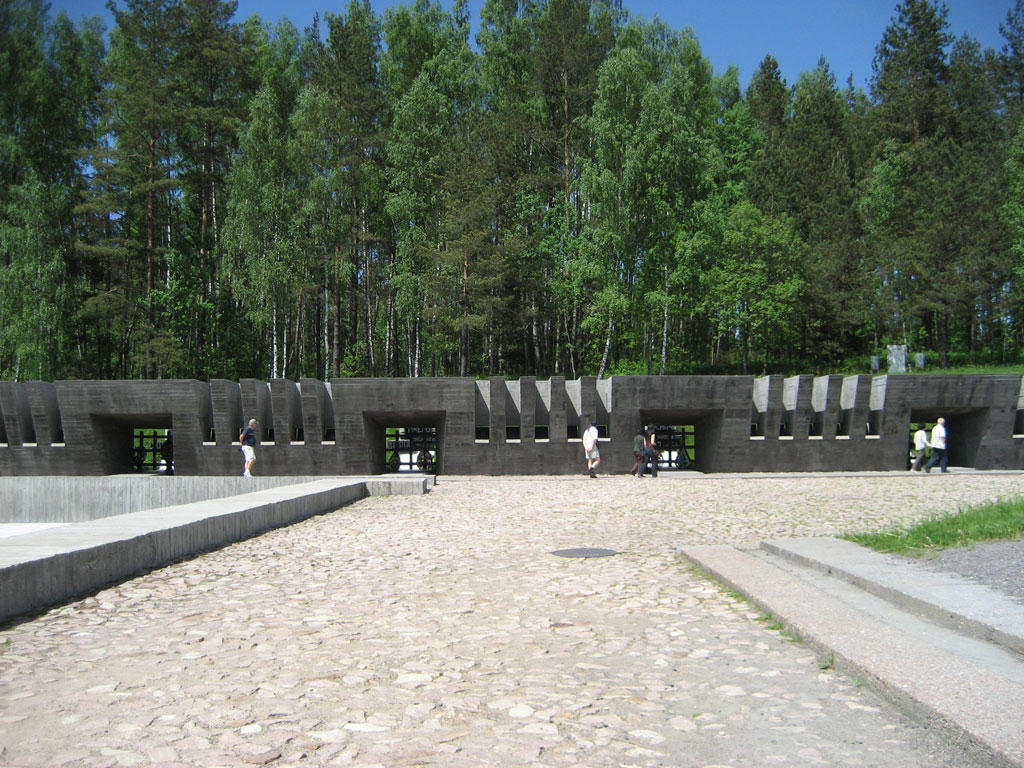
Die Gedenkmauer

Die nationale staatliche Gedenkstätte „Chatyn“ der Republik Belarus ist die zentrale Kriegsgedenkstätte von Belarus (Memorial) für alle Opfer der deutschen Besatzung im Zweiten Weltkrieg. Sie erinnert besonders an die über 600 „verbrannten Dörfer“, die mitsamt ihren Einwohnern im nationalsozialistischen Genozid und durch die NS-Politik der „verbrannten Erde“ in der Weißrussischen SSR seit Beginn des Zweiten Weltkriegs vernichtet wurden. Chatyn gehörte dazu; der Ort liegt etwa 60 Kilometer nördlich von Minsk an der Straße nach Wizebsk im Rajon Lahojsk in der Minskaja Woblasz.

## Hintergrund
Von etwa neun Millionen Menschen, die den Deutschen in der Weißrussischen SSR in die Hände fielen, wurden etwa 1,6 bis 1,7 Millionen ermordet, nämlich 700.000 Kriegsgefangene, 500.000 bis 550.000 Juden, 345.000 Opfer der Partisanenbekämpfung und ungefähr 100.000 Angehörige sonstiger Bevölkerungsgruppen. Dazu kamen mehrere hunderttausend in den Reihen der Roten Armee gefallene Belarussen.
In über 5.000 gänzlich oder teilweise zerstörten Dörfern starben über 147.000 Bewohner. 627 Dörfer wurden total zerstört, 186 davon nach dem Krieg nicht wiederaufgebaut. Insgesamt wurden 345.000 Menschen bei der deutschen Partisanenbekämpfung in der Weißrussischen SSR getötet. Neunzig Prozent der Opfer waren keine Partisanen.
Von der gesamten Zahl von 5295 zerstörten Dörfern wurden 3 % im ersten Kriegsjahr 1941, 16 % im Jahre 1942, 63 % im Jahre 1943 und 18 % im Jahre 1944 vernichtet.
Häufig kommen auch Staatsbesucher hierher, um einen Kranz im Gedenken an die über zwei Millionen Toten niederzulegen.
Die Zerstörung Chatyns und die Ermordung der Dorfbewohner war ein Racheakt als Antwort auf den Beschuss einer deutschen Autokolonne durch belarussische Partisanen am 22. März 1943. Dabei kamen der Kompaniechef, Hauptmann Hans Woellke,  sowie drei ukrainische Angehörige des Schutzmannschaft-Bataillons 118 ums Leben. Noch am selben Tag wurde Chatyn durch das Schuma-Bataillon 118 sowie das SS-Sonderbataillon Dirlewanger geplündert und zerstört. Sie trieben die Bewohner zuerst in die Dorfscheune, zündeten diese an und schossen mit Maschinengewehren auf die Menschen, die versuchten sich aus der Scheune zu retten. Insgesamt starben dabei 149 Dorfbewohner, darunter 75 Kinder. Ein Erwachsener, der damals 56-jährige Dorfschmied Iosif Kaminskij, sowie fünf Kinder überlebten die Zerstörung Chatyns und den Zweiten Weltkrieg. Zwei weitere Mädchen konnten sich zwar aus der brennenden Scheune in den Wald flüchten und wurden von Bewohnern des Dorfes Chwaraszjani  aufgenommen, kamen dann aber bei der Zerstörung eben jenes Dorfes ums Leben.

## Die Gedenkstätte

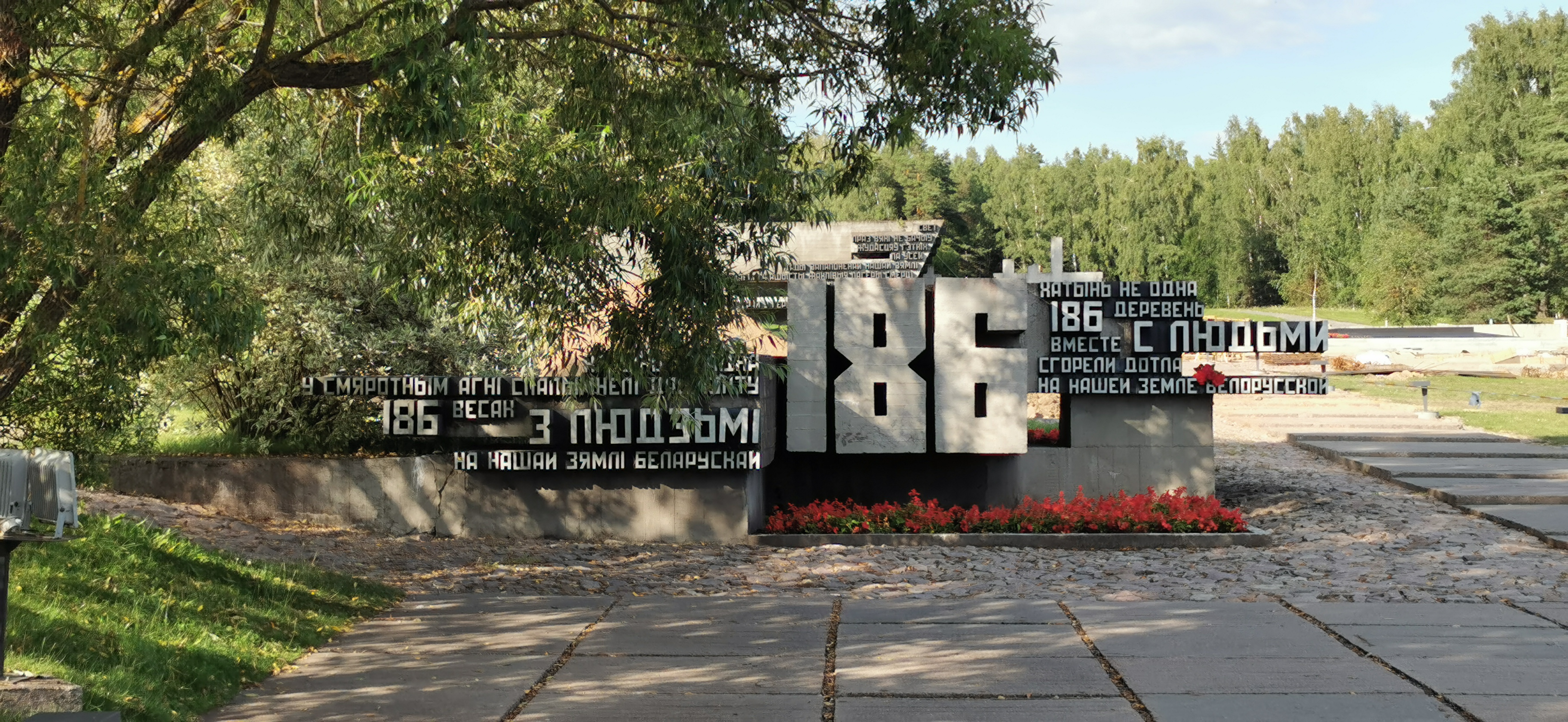
Chatyn – Tafel der 186 ausgelöschten Dörfer

Die Gedenkstätte wurde am 5. Juli 1969 eingeweiht, konzipiert und geschaffen wurde sie von den Architekten Juri Gradow, Leonid Lewin, Walentin Sankowitsch und dem Bildhauer Sergej Selichanow. Die Eröffnung begann mit einer Trauerzeremonie in Minsk. Delegationen aus Russland, der Ukraine, Georgien, Moldawien und anderen Republiken der Sowjetunion, aus den damaligen Partnerstädten und weitere ausländische Gäste beteiligten sich an der Feier und der Fahrt nach Chatyn. Dieser Ort soll für die vielen zerstörten Ortschaften in Belarus stehen. Außerdem sprach der Überlebende Kaminskij bei der Eröffnungsfeier.
Die Renovierung und Rekonstruktion der Staatlichen Gedenkstätte „Chatyn“ wurden im Juli 2004, anlässlich der 60-Jahres-Gedenkfeier der „Befreiung von Belarus von den deutsch-faschistischen Eroberern“ in Chatyn, die in Anwesenheit der Präsidenten von Belarus, Aljaksandr Lukaschenka, von Russland, Wladimir Putin, und der Ukraine, Leonid Kutschma, begangen wurde, abgeschlossen. Im Juli 2004 wurde in der Gedenkstätte zusätzlich eine Ausstellung mit vielen fotografischen Dokumenten eröffnet, die insbesondere an Chatyn, Maly Trostenez und als weiteres Beispiel an das Konzentrationslager Osaritschi erinnern.
Die Gedenkstätte birgt viele Symbole, die drei wichtigsten sind wahrscheinlich die Erinnerungen an den Ort Chatyn, der Friedhof der verbrannten Dörfer und die Bäume der wiederaufgebauten Dörfer.
Des Weiteren brennt in einem großen Steinblock aus schwarzem Granit, aus dem drei Birken wachsen, die „Ewige Flamme“.
Diese symbolisiert die Tatsache, dass rund ein Viertel aller Einwohner Belorusslands im Zweiten Weltkrieg ums Leben kam.

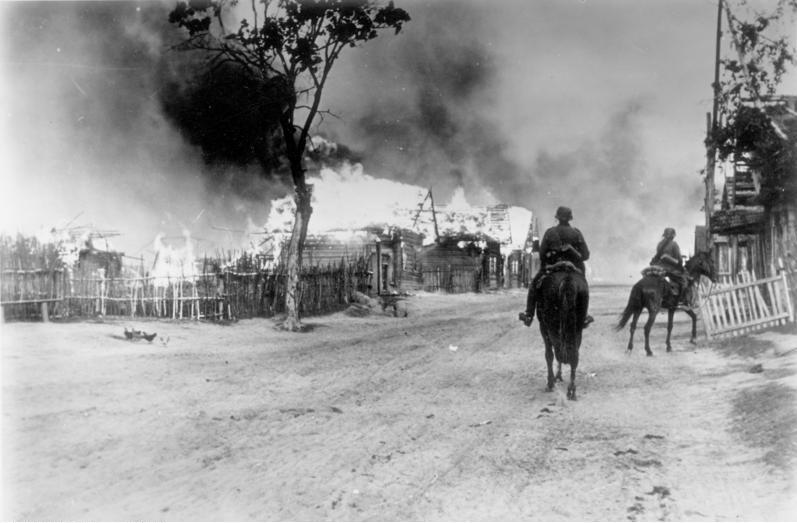
Sowjetunion 1941: brennendes Dorf

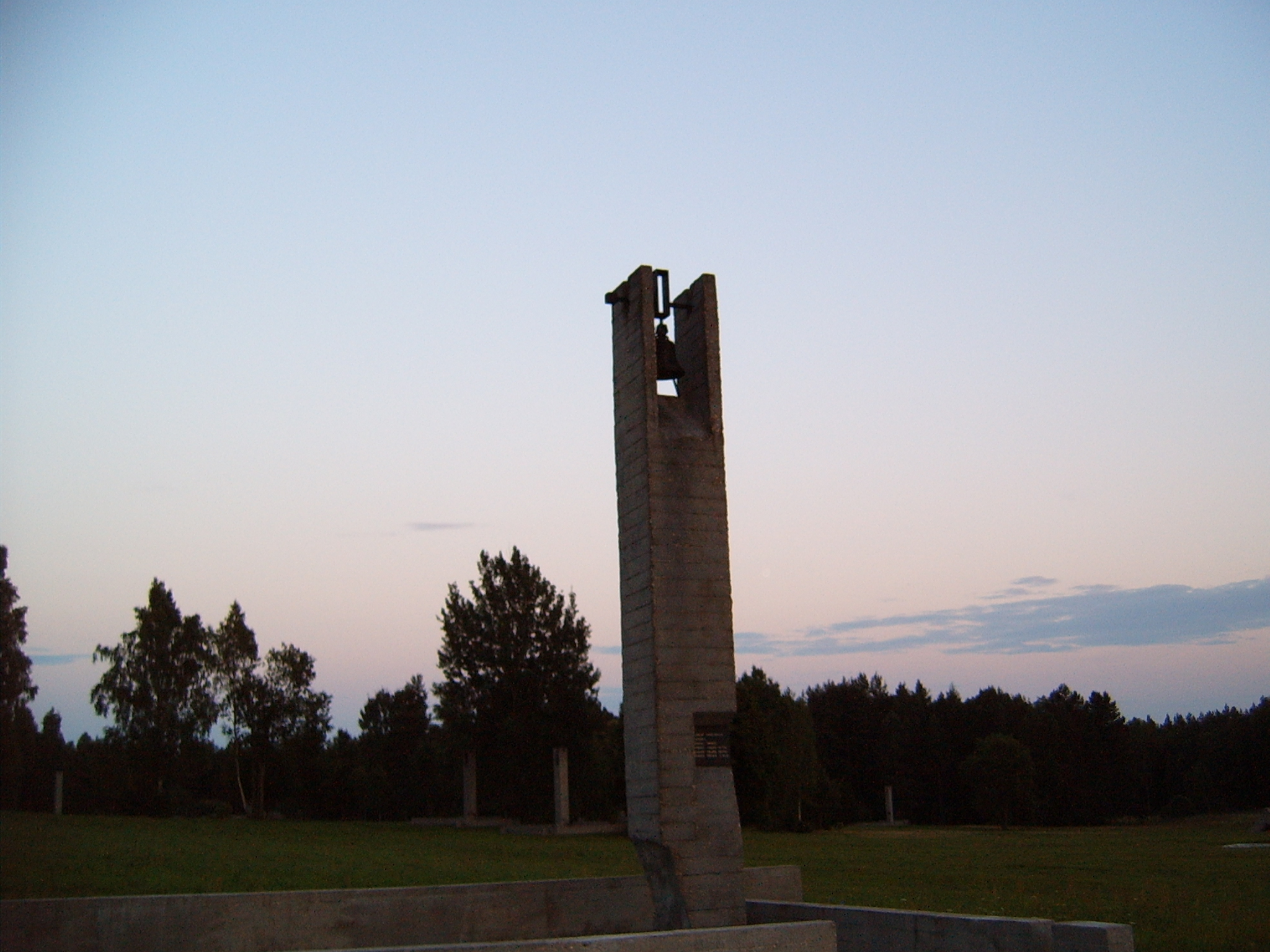
Die symbolischen Kamine von Chatyn

Überall in dem Gelände, wo einst die Häuser des Dorfs Chatyn standen, werden dessen Grundrisse durch im Boden eingelassene Betonbalken angedeutet. Jeweils ein symbolischer Schornstein ragt in die Luft und erinnert an die Brandruinen. Eine Glocke schlägt alle dreißig Sekunden gemeinsam mit allen anderen Glocken in den an die früheren Häuser erinnernden Kamin-Stelen. Dort sind die Zahl und das Alter der Opfer aus dem jeweiligen Haus eingetragen. Am Eingang des symbolischen Dorfes befindet sich eine sechs Meter hohe Bronzeskulptur, die Iosif Kaminskij darstellt, der in den Armen seinen toten Sohn Adam trägt. Hinter der Skulptur ist außerdem symbolisch die Dorfscheune nachgebildet, die an die Vernichtung der Dorfbevölkerung erinnert.
Der Friedhof der verbrannten Dörfer wirkt wie ein Gräberfeld auf einem modernen Friedhof, gleichmäßige Grabreihen und identische Art der Beschriftung, aber jedes der 185 Gräber steht für ein Dorf, das im Rahmen so genannter Strafoperationen zerstört wurde. Auf dem Grab gibt es eine Urne mit Heimatboden und eine Aufschrift mit dem Namen des Dorfes und dem Namen des Kreises, wo sich das Dorf befand, das nach dem Krieg verschwunden blieb.
Die Namen von 433 belorussischen Dörfern, die wie Chatyn niedergebrannt, aber nach dem Krieg wieder aufgebaut wurden, sind wie Zweige an symbolischen „Bäumen des Lebens“ verewigt. Allein im Rajon Lahojsk wurden 21 Dörfer mitsamt ihrer Bevölkerung niedergebrannt. Nach dem Krieg wurden davon 11 Dörfer wieder aufgebaut.
In einer langen Andenkenmauer wurden in Nischen Gedenkplatten mit den Namen und den Todeszahlen der Konzentrationslager und Vernichtungsstätten in Belarus angebracht. Der Weg entlang an dieser Mauer erinnert an über 260 Todeslager und Massenvernichtungsorte der deutschen SS, Ordnungspolizei und der Wehrmacht.